# Kurt Wires
Kurt Wires (n. 28 aprilie 1919, Helsingfors, Finlanda – d. 22 februarie 1992, Esbo, Finlanda) a fost un canoist ce a reprezentat Finlanda, medaliat olimpic. A participat la 2 ediții ale Jocurilor Olimpice (1948, 1952) în care a câștigat o medalie de aur și o medalie de argint.